# ILY (Gebärde)

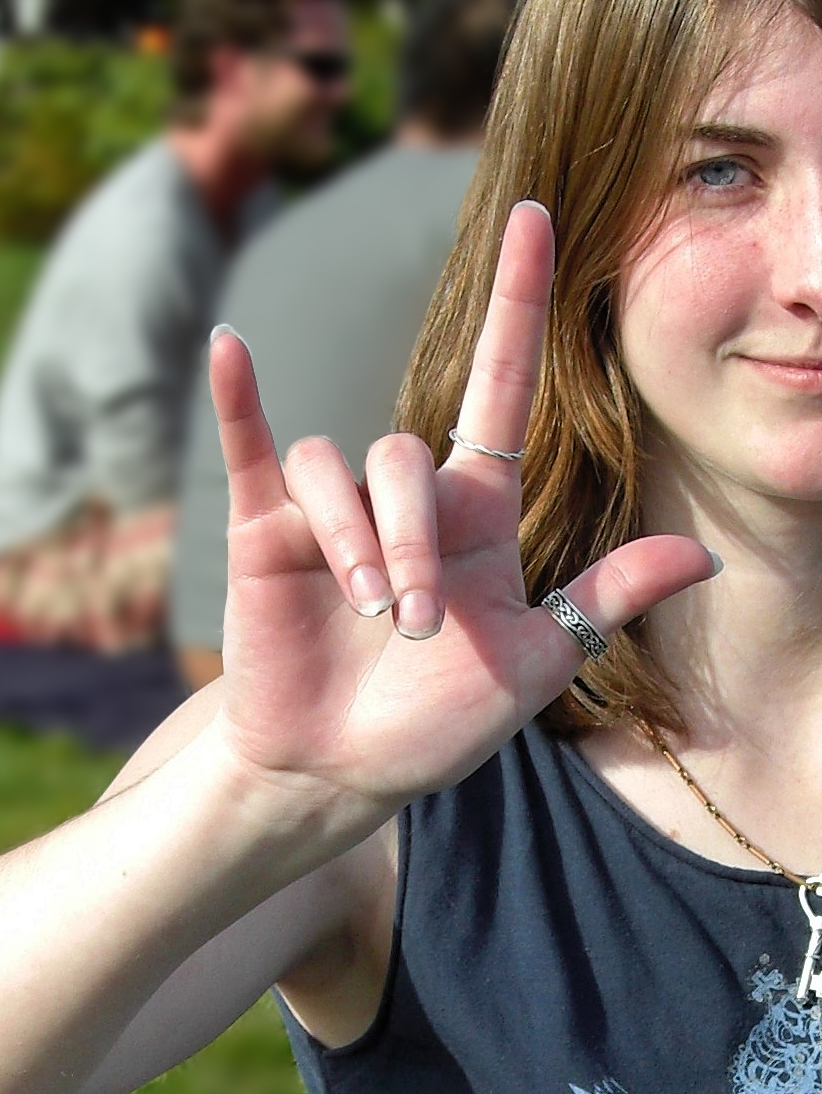
Die Gebärde ILY ist eine geläufige Gebärde in der Gehörlosen-Szene. Sie bedeutet.

ILY (für engl. “I love you”, „Ich liebe dich“) ist eine Gebärde der American Sign Language (ASL), welche sich auch außerhalb der Gehörlosen-Szenen ausgebreitet hat. Sie hat ihren Ursprung in den Gehörlosenschulen in den USA. Heute wird diese Gebärde von gehörlosen Menschen im deutschsprachigen Raum ebenfalls eingesetzt. Zudem gehört diese Gebärde zu den wenigen Wörtern einer Gebärdensprache, die auch unter Hörenden verbreitet worden sind (in Abgrenzung zu Gesten, die in der nonverbalen Kommunikation eingesetzt werden).
Die Gebärde wird meistens im allgemeinen Sinne verwendet und soll eine positive (Zu)Stimmung ausdrücken.

## Geschichte
Deaf Heritage datiert den Ursprung der ILY-Gebärde auf 1905. Auf der anderen Seite bestätigen gehörlose Studenten im 20. Jahrhundert, diese Gebärde bis in die 1970er Jahre nicht wahrgenommen zu haben.
Die Gebärde ILY wurde populär, als Richard Dawson sie in der US-amerikanischen Fernseh-Spielshow Family Feud am Schluss jeder Episode zeigte. Von Jimmy Carter wiederum wird berichtet, er solle diese Gebärde den amerikanischen Gehörlosen abgeschaut und sie während seiner Inauguration einer Gruppe dort anwesender Gehörloser gezeigt haben.
Die Gebärde wurde als Emoji in den Unicodeblock Zusätzliche piktografische Symbole aufgenommen (U+1F91F, 🤟).

## Struktur und Verwendung

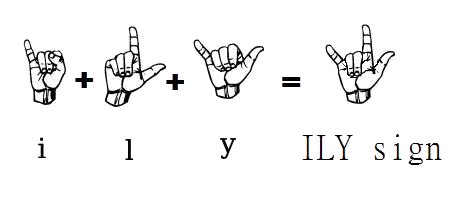
Struktur der Gebärde ILY

Bei der ILY-Gebärde werden die Buchstaben I, L und Y des einhändigen Fingeralphabets miteinander in einer eigenständigen Gebärde kombiniert.
Die Gebärde wird hauptsächlich informell als allgemeine, positive „Botschaft“ eingesetzt. Es soll eine positive Emotion darstellen, beispielsweise wird es in Gruppenfotos oder vor einem Publikum im Sinne von „Hallo, alles ok“ etc. verwendet. Darüber hinaus dient es Verliebten auch als Alternative zur Gebärde „Ich liebe dich“.

## Abgrenzung
Eine ähnliche Geste anderen Ursprungs ohne Bezug zur Gebärde ILY wird in der Metal-Szene und im Satanismus als eine Variante des Corna-Zeichens eingesetzt. Dabei wird aber der Daumen geschlossen und nicht zur Seite ausgestreckt gezeigt. Die Differenzierung ist so möglich, es wird dennoch oft verwechselt und das führt bisweilen zu Missverständnissen.